# Konrad I. Mazovski
Konrad I. Mazovski (poljsko Konrad I mazowiecki) iz dinastije Pjastov je bil od leta 1194 do svoje smrti šesti vojvoda Mazovije in Kujavije in od leta 1229 do 1232 in ponovno od 1241 do 1243 veliki vojvoda Poljske, * okoli 1187/1188, † 31. avgust 1247.

## Življenje
Konrad je bil najmlajši sin poljskega velikega  vojvode Kazimirja II. Pravičnega in Helene Znojmske, hčerke přemyslidskega vojvode Konrada II. Znojmskega. Konradova stara mati po materini strani je bila Marija Raška, hčerka srbskega kralja Štefana Uroša I.
Po očetovi smrti leta 1194 je Konrada vzgajala mati, ki je bila regentka Mazovije. Leta 1199 je Konrad prejel Mazovijo in leta 1205 še sosednjo Kujavijo. Leta 1205 sta on in njegov brat, sandomierski vojvoda Lešek  I. Beli, dosegla svojo največjo vojaško zmago v bitki pri Zawichostu proti gališko-volinjskemu  knezu  Romanu Velikemu. Rusinska vojska je bila v bitki razbita, Roman pa je v bitki padel. Princesa Agafija Svjatoslavovna je postala njegova žena.

### Poskusi osvojitve Prusije
V prizadevanjih, da bi razširil svoje posesti, je Konrad med prusko križarsko vojno leta 1209 s soglasjem papeža Inocenca III. neuspešno poskušal osvojiti sosednjo pogansko deželo Chełmno v Prusiji. Leta 1215 je bil menih Kristijan Olivski imenovan za misijonarskega škofa med Starimi Prusi, a  so Prusi že naslednje leto opustošile njegovo rezidenco v Chełmnu. Nekaj nadaljnjih pohodov v letih 1219 in 1222 je bilo neuspešnih in začel se je Konradov  dolgotrajen mejni spor s pruskimi plemeni.
Na vojvodove nenehne vdore v Prusijo so se Prusi odzvali z vdori v Mazovijo in počasi vračali svojo oblast nad sporno deželo Chelmno in celo ogrozili Konradovo rezidenco na gradu Plock. Konrad se je zato odločil stabilizirati meje vojvodine Mazovije.

### Tevtonski viteški red
Leta 1226 je pozval Tevtonske viteze v skupen boj proti Prusom. Tevtonski vitezi so od leta 1211 do 1225 že podpirali Kraljevino Ogrsko proti Kumanom v Transilvaniji. Ko so  vitezi Ogrsko opomnili, da so odgovorni najprej papežu, jih je ogrski kralj Andrej II. izgnal. Veliki mojster reda Herman Salzanski je zato za služenje reda Konradu želel vnaprej s pogodbo dokumentirati svoje pravice. Pogodbo naj bi potrdila cesar Svetega rimskega cesarstva in rimska kurija.
Cesar Friderik II. je marca 1226 izdal zlato cesarsko bulo, v kateri je izjavil, da je
"... našemu zvestemu bratu Hermanu, častivrednemu mojstru Tevtonskega reda, naš predani Konrad (Chünradus), vojvoda Mazovije in Kujavije (Cuiaviae), obljubil in se zavezal, da bo njemu in njegovim bratom prepustil deželo, ki se imenuje Chelmno (terra quae vocatur Culmen), in druge dežele med njegovim mejnim ozemljem (marchiam) in ozemljem  Prusov (confinia Prutenorum), da bi tako lahko prevzeli nalogo in se pripravljeni lotiti vdora in pridobitve pruske dežele (terram Prusciae) v čast in slavo pravega Boga."
Vitzezi niso bili takoj pripravljeni začeti vojno s Prusi. Konrad je po nasvetu prvega pruskega škofa Kristijana Olivskega namesto tega leta 1228 ustanovil Lojalni red Dobrzyńa in nato pozval k še eni pruski križarski vojni, v  kateri je bil  znova poražen. Glede na neizbežno prusko invazijo naj bi Konrad leta 1230 podpisal Kruszwiški mirovni sporazum, s katerim je Chelmno podelil tevtonskim vitezom in Dobrzyńskemu redu. S to donacijo, za katero ni zahteval fevdnega odnosa, je ustvaril jedro države Tevtonskega reda. Pisni dokument o teh dogovorih ne obstaja. Domneva se, da ni bil sporazum nikoli podpisan in bil najverjetneje ponerejen. Tevtonski vitezi pod poveljstvom Hermanna Balka so prečkali reko Vislo in osvojili deželo Chełmno ter leta 1231 zgradili grad Torunj (Thorn). Leta 1234 je papež Gregor IX. izdal zlato bulo iz Rietija, ki je potrdila predhodne dogovore tevtonskih vitezov,  da je dežela reda podrejena le papežu in ne more biti nikogaršnji fevd. Leta 1237 je Konrad zaplenil zemljišča reda in viteze prisilil oditi v mesto Dobryczin.

### Veliki vojvoda
Konrad se je zapletel tudi v spor za poljsko Seniorsko provinco s svojim bratrancem, velikopoljskim vojvodom  Vladislavom III. Vitkonogim, in leta 1229 prevzel naziv velikega vojvode Poljske. Ko je na volitvah za velikega vojvodo v Krakovu leta 1232 zmagal Konradov sorodnik, šlezijski vojvoda Henrik I. Bradati, se je Konradova oblast skrčila samo na Mazovijo. Ko je bil Henrikov sin in dedič, veliki vojvoda Henrik II. Pobožni, ubit v bitki pri Legnici leta 1241, je Konrad znova prevzel naslov velikega vojvode. Dve leti kasneje je moral popustiti zahtevam svojega nečaka Boleslava V. Čednega, sina njegovega starejšega brata Lešeka I. Belega, in njemu prepustiti visoki naslov.

## Družina
Okoli leta 1208/1209 se je poročil z Agafijo Svjatoslavovno, hčerko ruskega kneza Svjatoslava III. Igorjeviča, s katero je imel deset otrok:
- Boleslava I. (ok. 1210 – 17. april 1248), vojvodo Mazovije
- Kazimirja I. (ok. 1210/13 – 14. december 1267), vojvodo Kujavije[1]
- Sjemovita (ok. 1215 – 24. junij 1262),[1] naslednika starejših bratov na položaju vojvode Mazovije
- Evdoksijo (r. ok. 1215-1225), poročeno z grofom Dietrichom I. Brehne in Wettina
- Ljudmilo, verjetno nuno v Plocku
- Salomeo (ok. 1220/1225 – po  30. avgustu 1268?), verjetno klariso v Skali
- Judito  (ok. 1222/1227 – 4. december 1257/1263), poročeno prvič z vojvodom Mješkom II. Debelim Opolskim in drugič z vojvodom Henrikom III. Belim Vrpclavskim
- Dubravko (ok. 1230, –1265).
- Mješka (pred 1236 – pred 1238), umrlega v otroštvu[10]

## Zapuščina
Poljaki menijo, da je Konrad odgovoren za prevzem oblasti tevtonskih vitezov nad večino baltske obale, kar je spodkopalo poljsko oblast na tem območju. Poljski kralj Kazimir III. Veliki je moral s Kališkim sporazumom leta 1343 sprejeti vladavino reda v Torunju in Kulmu. Po trinajstletni vojni je poljski kralj Kazimir IV. Jagelo leta 1466 z Drugim torunjskim mirom prevzel oblast nad deželo Chelmno kot delom Kraljeve Prusije.